# Вайнерх-Вайнярх, Дмитрий Ананьевич
Дмитрий Ананьевич Вайнерх-Вайнярх (Вайнерк, Вайнерх) (1888—1938) — советский военачальник, комбриг (1935). Трижды краснознамёнец.

## Биография
Родился 24 сентября 1888 года в Области Войска Донского, ныне Кагальницкий район Ростовской области. Закончил 4 класса Кагальницкой станичной церковно-приходской школы. Уже намного позднее, в 1916 году, экстерном сдал экзамены за пять классов гимназии в Воронеже.
В Русскую императорскую армию призван в 1910 году. Окончил учебную команду при 8-м Лубенском гусарском полку в 1912 году в Кишинёве. Участник 1-й Мировой войны в чине взводного унтер-офицера Лубенского 8-го гусарского полка, имел ранения. На 1917 год состоял в офицерском чине прапорщика (произведён в офицеры за отличия). В ноябре 1917 года покинул полк и вернулся на родину.
В родных местах участвовал в формировании органов Советской власти и был избран председателем Родниковского совета крестьянских депутатов. Для отпора казакам — сторонникам белого движения — организовал красногвардейский батальон из фронтовиков и местных жителей.
В Красной Армии добровольцем состоял с апреля 1918 года. В годы Гражданской войны воевал с войсками генералов Корнилова, Деникина, Врангеля, с войсками Польши. Сначала был командиром сотни и помощником начальника партизанского отряда тов. Никулина (апрель — июль 1918 г.). Затем — помощник командира кавалерийского дивизиона 2-го Крестьянского полка (август — декабрь 1918 г.), командир Терского окружного кавалерийского полка (декабрь 1918 — январь 1919 г.). В ночном бою под г. Ессентуками в феврале 1919 года был ранен и оставлен на излечении в тылу у белых, три месяца скрывался в станице Зольской. После занятия этих мест Красной Армией назначен начальником разведотдела штаба 4-й кавалерийской дивизии (май — октябрь 1919 г.), начальником оперативного отдела штаба 1-го конного корпуса (ноябрь — декабрь 1919 г.), начальником штаба 1-й бригады 4-й кавалерийской дивизии Первой Конной армии (декабрь 1919 г. — июль 1920 г.), командиром 20-го кавалерийского полка той же дивизии (август 1920 г. — октябрь 1921 г.). Член ВКП(б) с ноября 1919 года.
Отличался большой личной храбростью в боях. Был дважды ранен. За подвиги на фронтах гражданской войны трижды награждён орденами Красного Знамени (таких трижды кавалеров до 1930 года по всей стране было менее 100 человек).
После войны служил в должностях:
- с октября 1921 года — командир 1-й кавалерийской бригады 4-й Ленинградской кавалерийской дивизии,
- с октября 1924 года — слушатель Курсов усовершенствования высшего начсостава при Военной академии РККА, окончил в 1925 году,
- командир 20-го кавалерийского полка,
- командир 10-й кавалерийской бригады,
- с февраля 1925 — инспектор кавалерии и ремонта Приволжского военного округа,
- с марта 1926 года — командир 6-й отдельной Алтайской кавалерийской бригады, на этом посту — участник ликвидации басмачества в Восточной Бухаре,
- с октября 1927 года — помощник командира 12-й кавалерийской дивизии,
- 1927—1928 — слушатель Курсов усовершенствования высшего начсостава при Военной академии имени М. В. Фрунзе,
- с июля 1928 — командир 9-й отдельной Дальневосточной кавалерийской бригады, во главе которой отличился в конфликте на КВЖД в 1929 году: бригада под его командованием разгромила под городом Мишаньфу китайскую 1-ю Мукденскую кавалерийскую дивизию,
- с мая 1930 — командир-комиссар 3-й Бессарабской кавалерийской дивизии,
- с ноября 1932 — слушатель Особой группы (затем Особого факультета) Военной академии РККА имени М. В. Фрунзе, окончил в 1934 году,
- с июля 1934 — командир-комиссар 6-й Чонгарской кавалерийской дивизии,
- с августа 1937 — командир 5-го кавалерийского корпуса.

Воинские звание комбрига присвоено 26 ноября 1935 года.

## Арест и расстрел
Во время политических «чисток» в РККА арестован 10 февраля 1938 года в Пскове. Внесен в Сталинские расстрельные списки от 10 июня 1938 года. Приговорен ВКВС СССР 30.06.1938 к высшей мере наказания, расстрелян в тот же день. Указом Президиума Верховного Совета СССР от 7 июля 1941 года лишён всех орденов.
Был реабилитирован 21 августа 1956 года. Позднее восстановлен в наградах и в воинском звании (посмертно).

## Награды
- Награждён тремя орденами Красного Знамени (16.10.1923, 13.03.1924, 22.02.1930)[6]